# Red Jacket
Red Jacket, conosciuto anche come William Alexander Turkey (15 aprile 1879 – ...), è stato un giocatore di lacrosse canadese, vincitore di una medaglia di bronzo nel lacrosse maschile a squadre ai Giochi della III Olimpiade.

## Palmarès
In carriera ha conseguito i seguenti risultati:
- Giochi olimpici

Saint Louis 1904: bronzo nel lacrosse maschile a squadre.